# Shimizu Atsuki
Shimizu Atsuki (sinh ngày 10 tháng 7 năm 2000) là một cầu thủ bóng đá người Nhật Bản.

## Sự nghiệp câu lạc bộ
Shimizu Atsuki hiện đang chơi cho Iwate Grulla Morioka.